# Encebador
|  | Per a altres significats, vegeu «Encebador (desambiguació)». |

Un encebador ("primer" en anglès) és una cadena d'àcids nucleics que serveix com a punt d'inici per a la replicació de l'ADN. És necessari a causa del fet que els enzims que catalitzen la replicació, les ADN polimerases, només poden afegir nucleòtids nous a una cadena ja existent d'ADN. La polimerasa inicia la replicació a l'extrem 3' de l'encebador, i fa una còpia de la cadena motllo.
En la majoria de casos de la replicació natural de l'ADN, l'encebador per a la síntesi i replicació d'ADN és una cadena curta d'ARN (que es pot fer de novo). Aquest ARN és produït per la primasa, i posteriorment és eliminat i reemplaçat per ADN per una polimerasa reparadora.
Moltes de les tècniques de laboratori de bioquímica i biologia molecular que utilitzen l'ADN polimerasa, com la seqüenciació d'ADN i la PCR, necessiten encebadors d'ADN. Aquests encebadors normalment són curts, oligonucleòtids sintetitzats químicament, amb una longitud d'uns vint parells de bases. S'hibriden amb un ADN diana, que aleshores serà copiat per la polimerasa.